# 臺北名所繪畫十二景
《臺北名所繪畫十二景》（日语：臺北名所画絵十二景）為日本畫家鄉原古統在台灣日治時代1920年代期間所完成的名所繪作品系列。作品為日治時期臺北市的十二處名所以及城市生活。每幅作品上面有用行書標明各幅題名，原件現屬臺北市立美術館收藏。

## 歷史背景

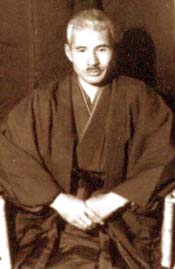
鄉原古統

鄉原古統，本名堀江藤一郎，為臺灣日治時期的藝術教育家，曾擔任臺中中學校與臺北第三高女的圖畫教師。1927年，他與鹽月桃甫、石川欽一郎、木下靜涯等人共同促成了臺灣美術展覽會的舉辦。此期間，他的作品《臺北名所繪畫十二景》與《麗島名華鑑》約在1920年代末完成，這兩套作品以特殊形制結合浮世繪的元素，反映其對臺灣風景和植物的觀察與理解。
其中，《臺北名所繪畫十二景》採用了日本名所浮世繪與風景繪葉書的製作形式，描繪了臺北各地的「名所」，名所是指地方性的重要景點，這一詞語源於「名所繪」，並在近代文化觀光活動的興盛中逐漸普及。
作品的封面上印有鄉原古統的鈴印，並標示住所為南門町3之22，這表明他在臺北城南居住期間創作此作品。封面上的落款為：「臺北城南草堂で 古統生ゑがく」，這一字句進一步證明了作品是在臺北城南創作的。該作品並未見有其他收藏者的簽名或印章，也無任何展出紀錄，因此推測這些作品並非為了展覽或贊助而創作。它們更像是鄉原古統向在日本的家人寄去的畫作，讓他們了解臺灣的生活，並表達對家人的思念。
2023年，《臺北名所繪畫十二景》作為臺北市立美術館「街事美術館」計畫於北投展出。後在2024年作為「喧囂的孤獨：臺灣膠彩百年尋道」展示物展出。

## 作品內容
《臺北名所繪畫十二景》以江戶時代浮世繪的表現手法，選擇了臺北的十二處地景進行描繪。作品中包含了以下主題，呈現了1920年代歷史與現代交織的城市風貌：
- 《封面》
- 《新公園》[12]
- 《榮町通》[13]
- 《總督府夜景》[14]
- 《植物園》[15]
- 《大稻埕臺北橋》[16]
- 《淡水河 觀音山遠望》[17]
- 《龍山寺》[18]
- 《從水源地眺望台北市街》（水源地より臺北市街を眺む）[19]
- 《新店溪》[20]
- 《新店溪朝霞》[21]
- 《北投溫泉》[22]

對應地點

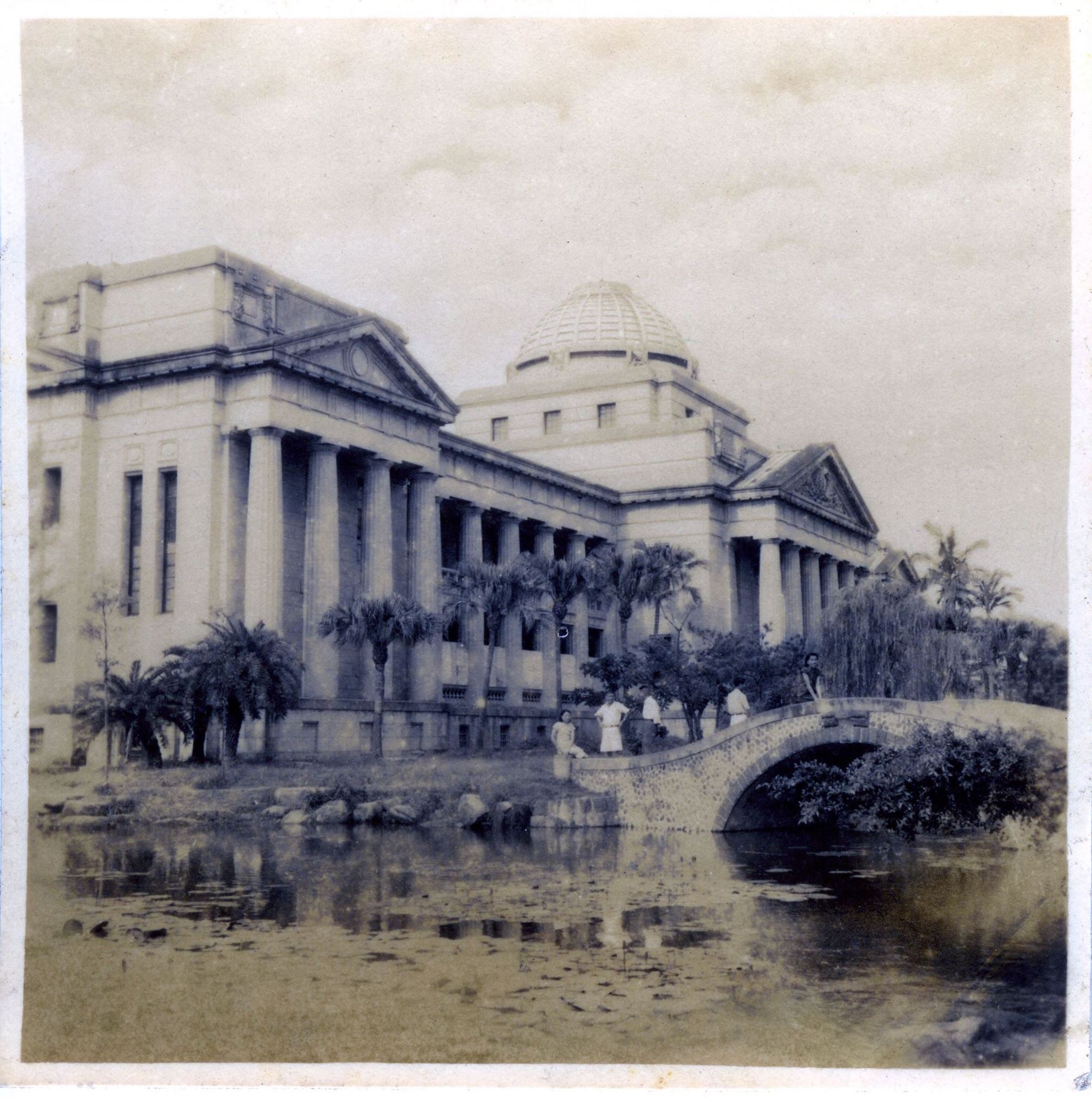
新公園
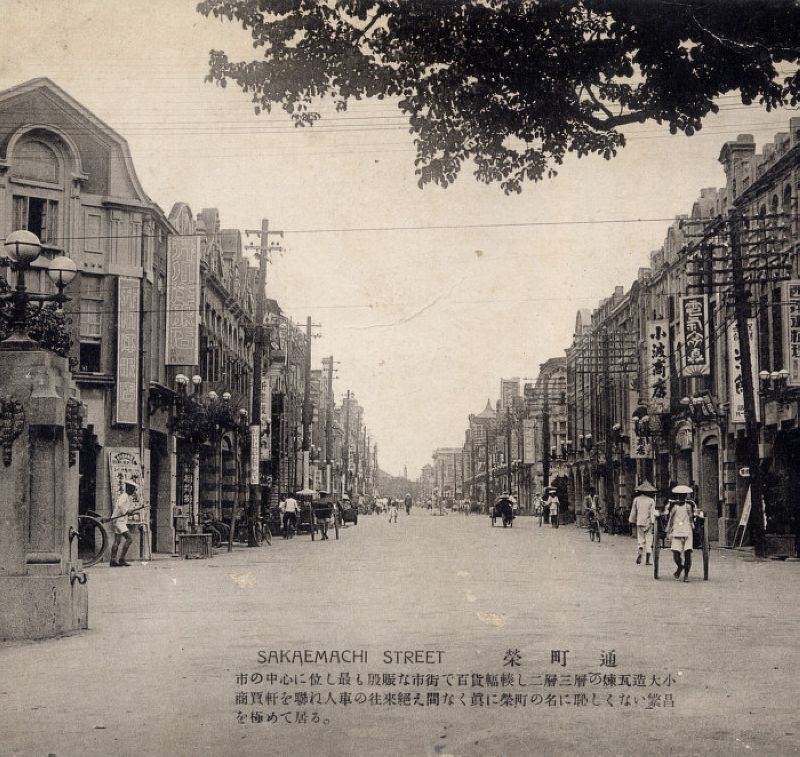
榮町通
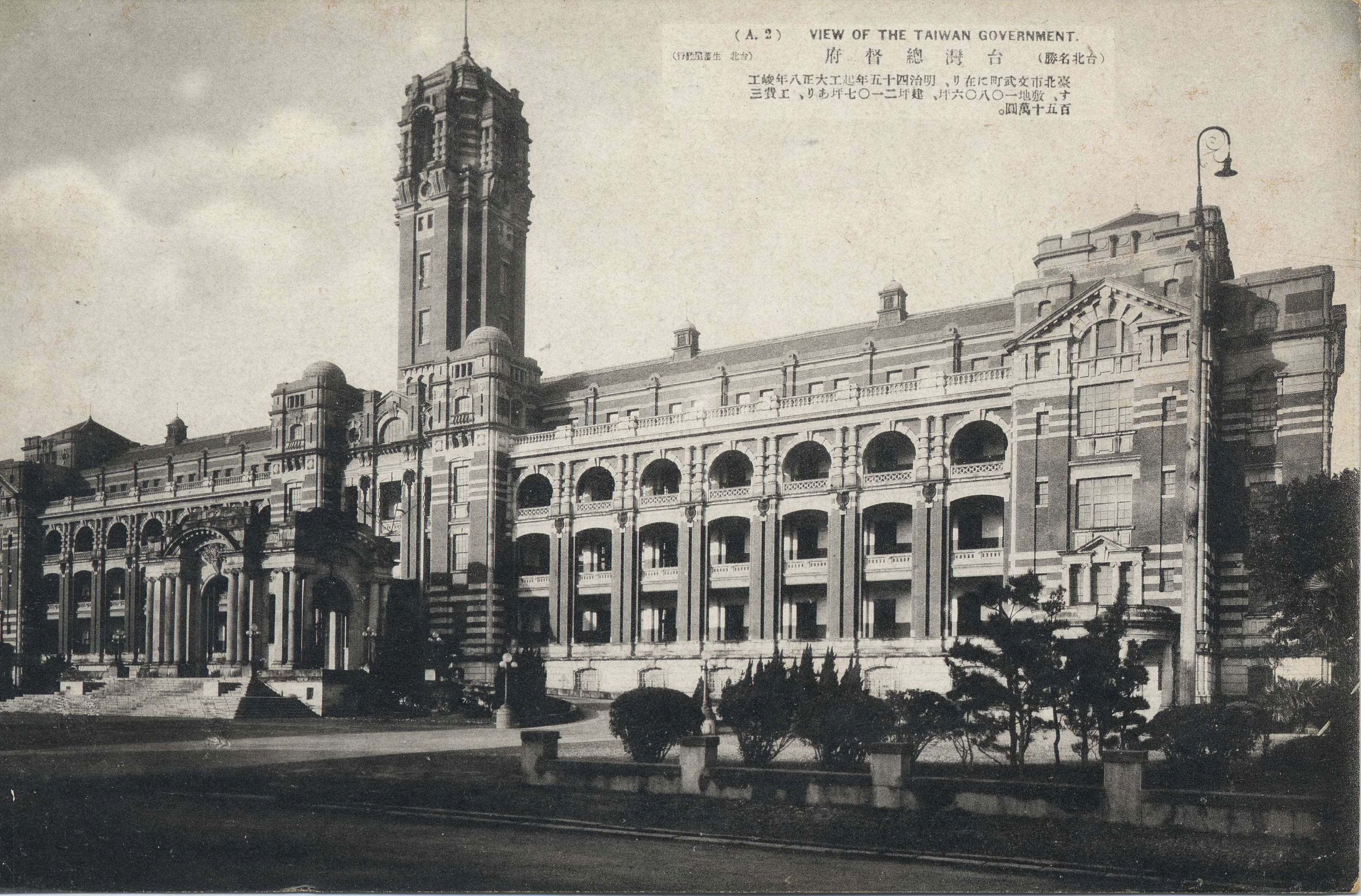
臺灣總督府
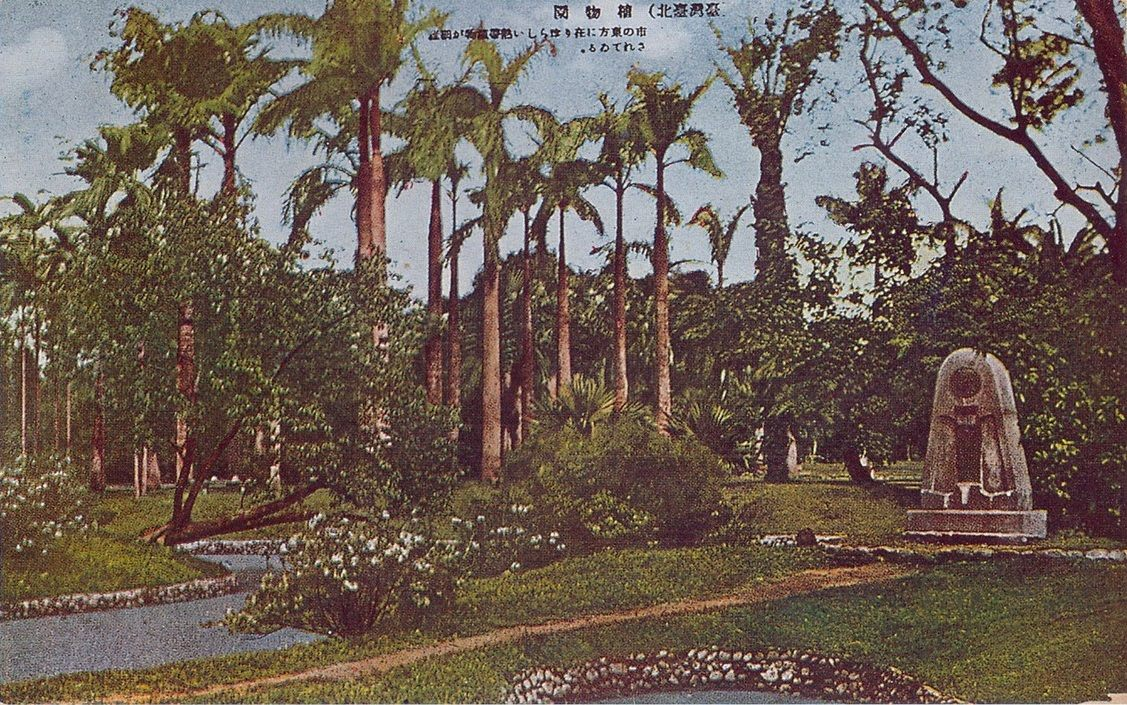
臺北植物園
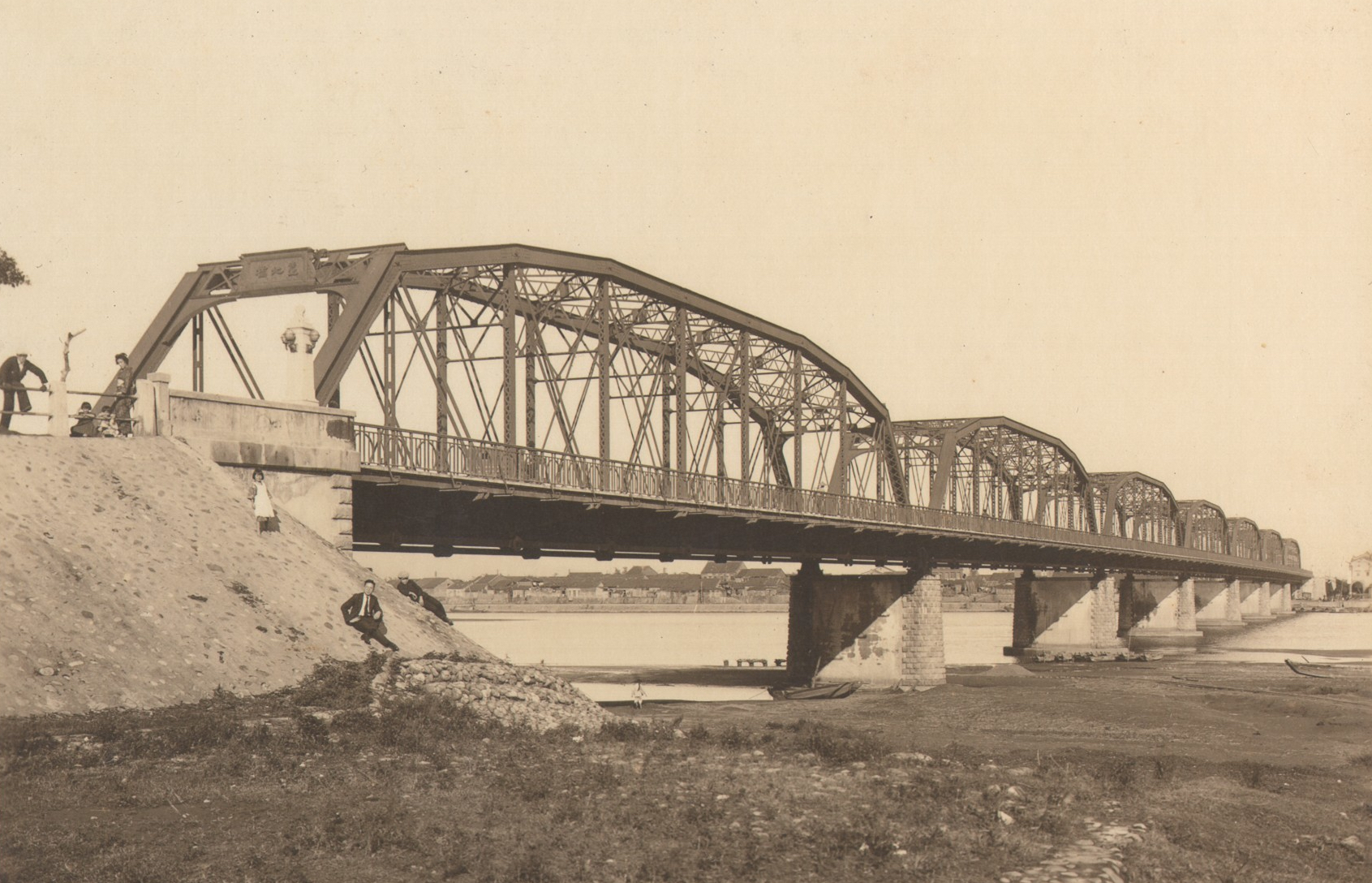
臺北橋
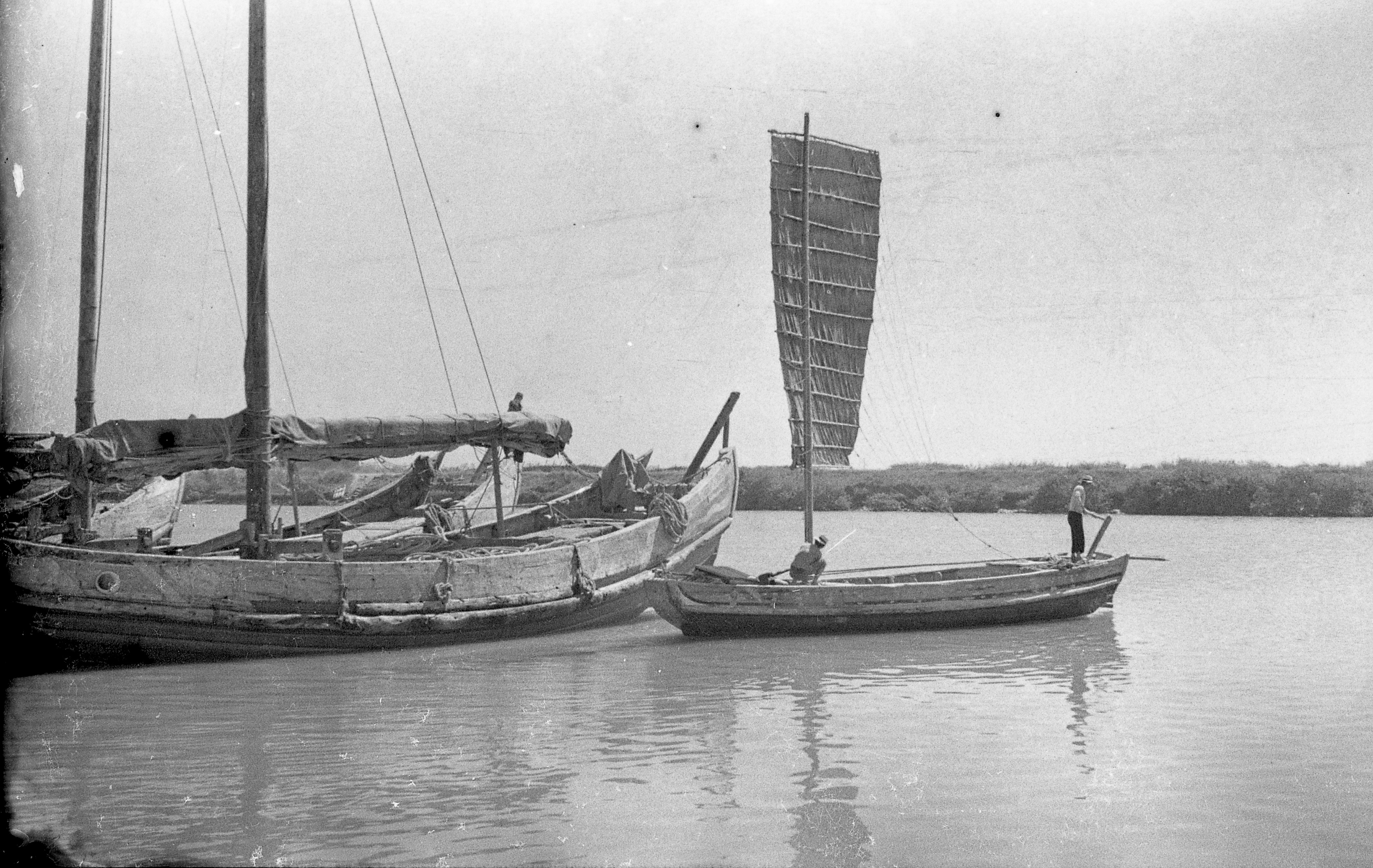
淡水河
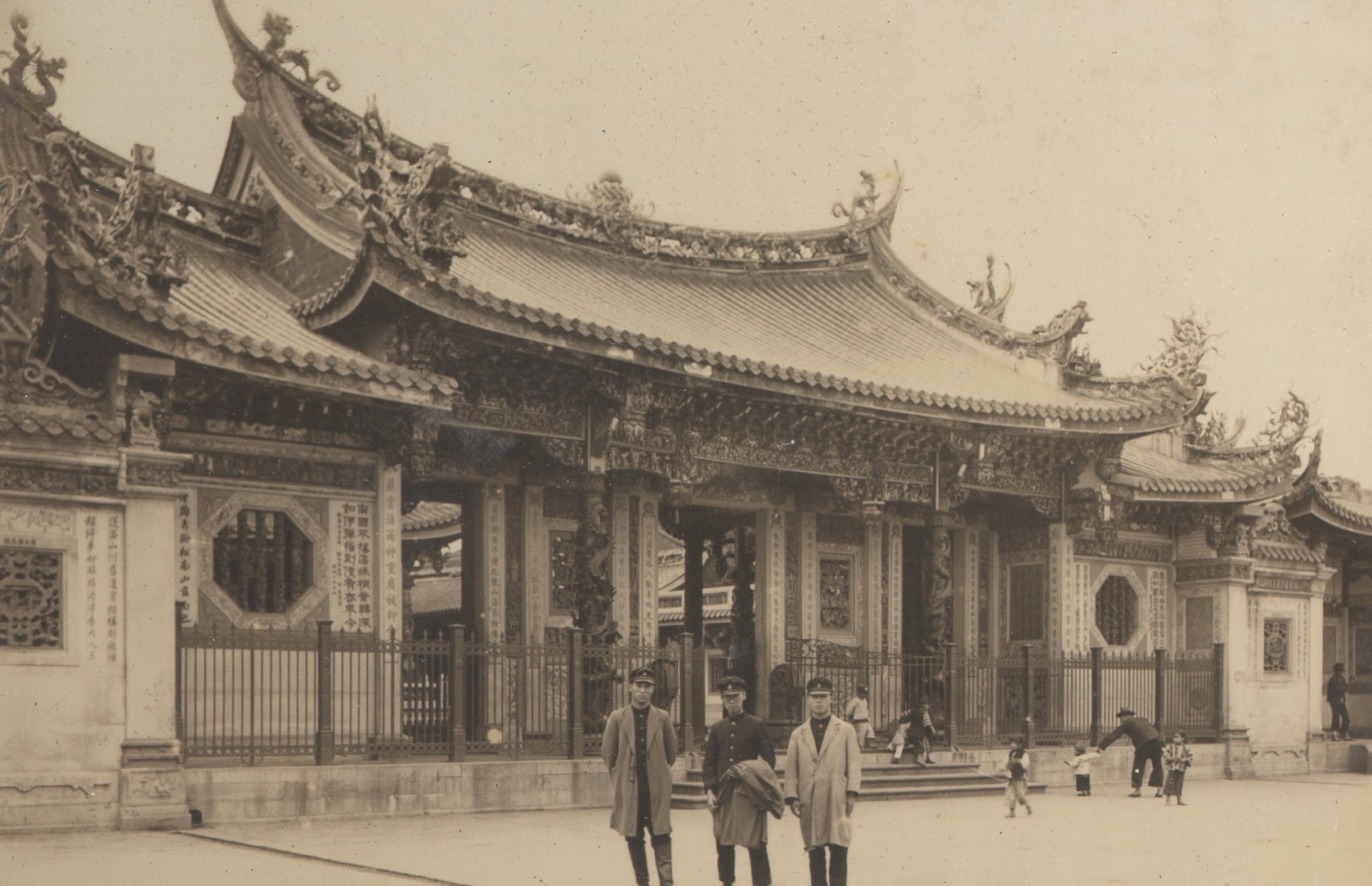
艋舺龍山寺
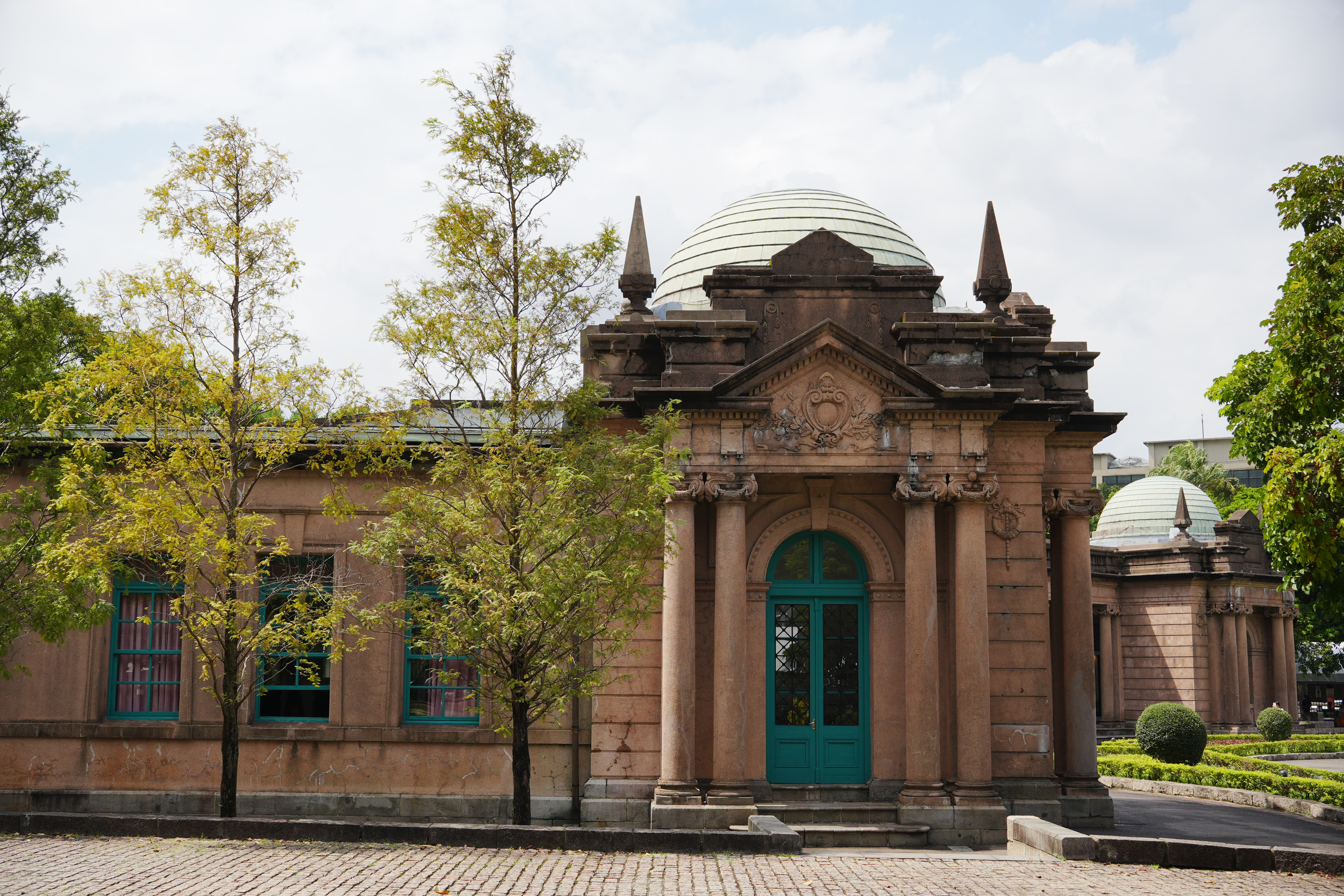
臺北水道水源地
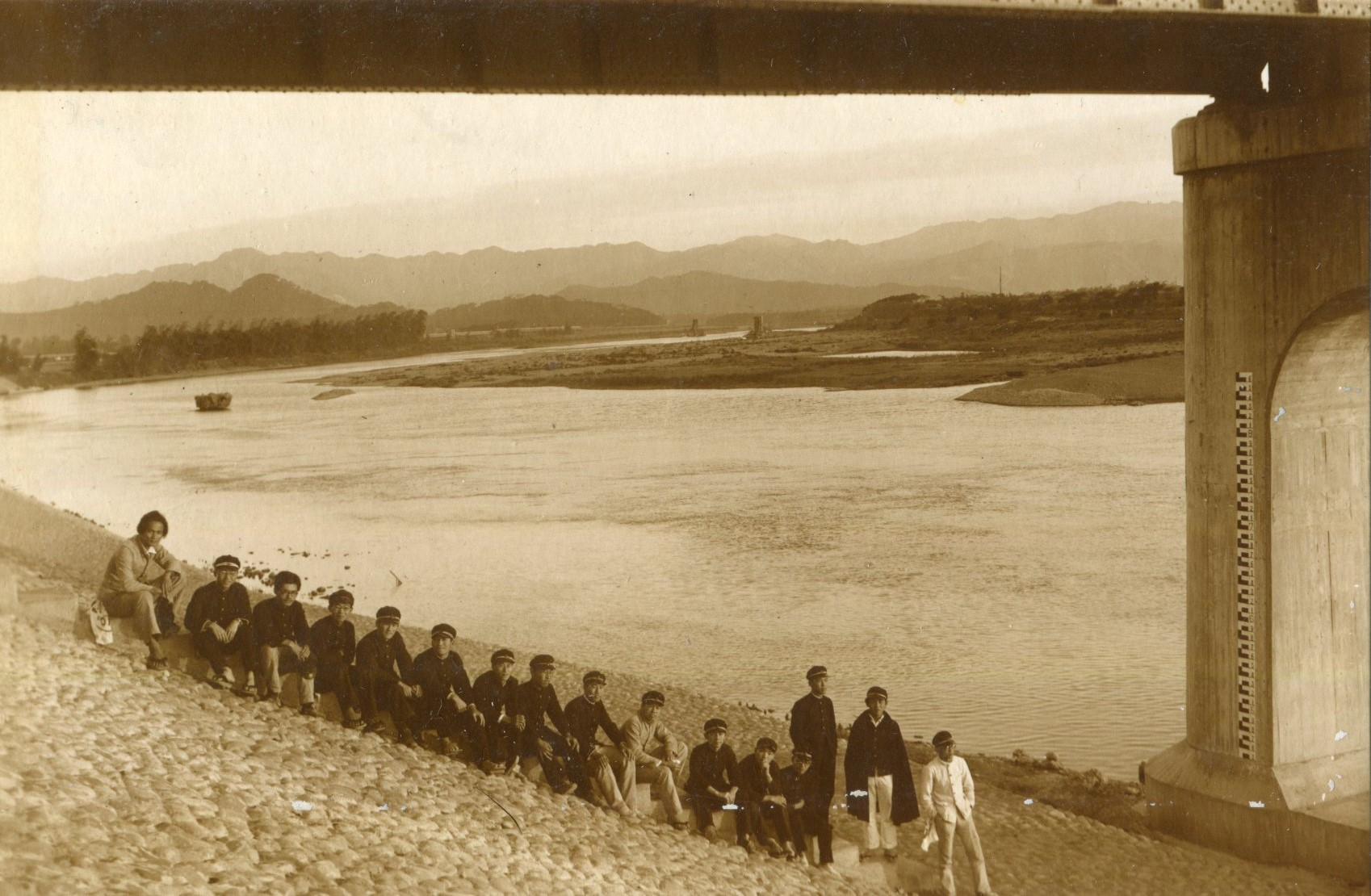
新店溪
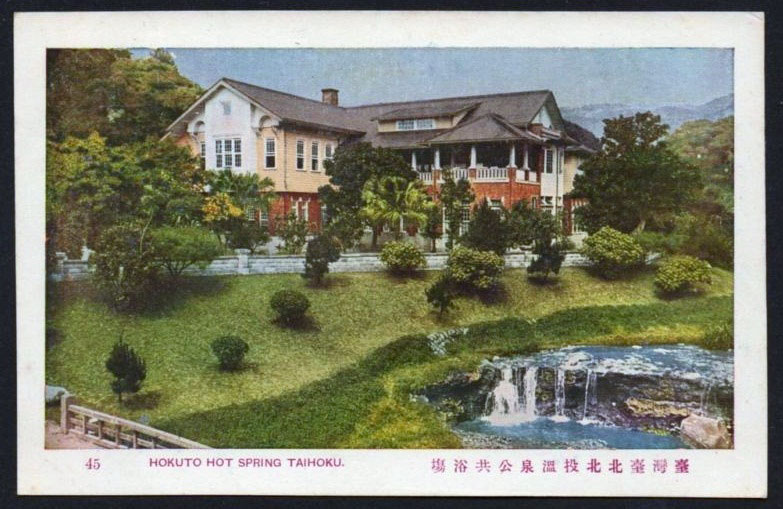
北投溫泉

## 外部連結
- 《臺北名所繪畫十二景》臺北市立美術館官方網站